# Alfredo Jeri
Alfredo Jeri (Livorno, 17 ottobre 1896 – Livorno, 22 febbraio 1962) è stato un giornalista, scrittore, poeta e traduttore italiano.

## Biografia
Nativo di Livorno, fu sempre legatissimo alla sua città d'origine. Prese parte alla prima guerra mondiale, terminata la quale fu anche insignito di decorazioni al valor militare. Pubblicate le prime raccolte poetiche e un memoriale delle sue esperienze nella Grande Guerra, uscì nel 1935 il suo primo romanzo, Il bando del gonfaloniere, pubblicato da Mondadori. Collaborò con numerose riviste (tra cui Liburni Civitas e L'informatore moderno) e s'occupò, tra le altre cose, di storia, opera e pittura (fu anche critico d'arte); scrisse, tra gli altri, del suo concittadino livornese Pietro Mascagni e dell'artista Giovanni Lomi. Partecipò anche alla seconda guerra mondiale (dell'invasione della Jugoslavia parlò nel suo Crollo in sette giorni). Terminati i conflitti iniziò a occuparsi con maggior costanza di letteratura ungherese: nel 1933 aveva iniziato la prolifica collaborazione con Ignazio Balla che lo portarono a cofirmare, nel successivo ventennio, numerose traduzioni dall'ungherese pubblicate per la Biblioteca Universale Rizzoli, tra cui importanti versioni delle opere di Herczeg, Molnár e Mikszáth. Ebbe anche modo di tradurre alcuni libri dal francese, il principale dei quali è La signora delle camelie di Dumas figlio. Per la U.T.E.T. di Torino curò alcuni volumi in cui affiancava suoi testi alle immagini di panorami di luoghi lontani, nonché alcuni libri per ragazzi di natura divulgativa, didattica e favolistica.
Gli è stato dedicato un busto, opera di Antonio Vinciguerra, posto nel giardino di Villa Fabbricotti a Livorno; sempre nella sua città natale gli è stata intitolata una via, tra Antignano e Montenero.

## Opere

### Curatele
- La storia del fascismo e della conquista dell'impero, in Ettore Fabietti, Storia d'Italia dalle origini ai nostri giorni, Milano, Genio, 1937
- Théophile Gautier, Il capitan Fracassa, Milano, Mondadori, 1951
- Francesco Domenico Guerrazzi, Il buco nel muro, Milano, Rizzoli, 1959
- Panorami asiatici, Torino, UTET, 1959
- Panorami europei, Torino, UTET, 1959
- Panorami africani, Torino, UTET, 1960
- Panorami americani, Torino, UTET, 1960
- Carlo Bini, Manoscritto di un prigioniero; Il forte della stella, Milano, Rizzoli, 1961
- Vittorio Bersezio, Le miserie e le prosperità del signor Travetti, Milano, Rizzoli, 1961
- Panorami dei mari del Sud, Torino, UTET, 1961
- Paolo Giacometti, La morte civile, Milano, Rizzoli, 1962
- Il libro dei treni: notizie e impressioni, Torino, UTET, 1963

### Narrativa
- I razzi e le stelle. Impressioni di guerra, Milano, L'eroica, 1928
- Il bando del gonfaloniere, Milano, Mondadori, 1935
- Crollo in sette giorni, Milano, Rizzoli, 1941
- Uno sull'altra riva, Milano, Corticelli, 1941
- Marcolino e gli uccelli: storie di animali, Torino, UTET, 1957
- Marcolino e i mammiferi: storie di animali, Torino, UTET, 1957
- Il principe felice e altre fiabe: storie di animali, Torino, UTET, 1957
- Viaggio intorno al mondo, Torino, UTET, 1957
- Viaggio intorno alla casa, Torino, UTET, 1957

### Poesia
- La rapsodia del Piave, Milano, L'eroica, 1923
- L'ignoto, Livorno, Belforte, 1925
- Il volo, Livorno, Belforte, 1926

### Saggi
- Miklos Horthy: il ricostruttore dell'Ungheria, Milano, Sperling & Kupfer, 1939
- Mascagni: quindici opere, mille episodi, Milano, Garzanti, 1940
- Bellegole. Trecent'anni al teatro d'opera, Milano, Corticelli, 1947

### Traduzioni
- Stanislas-André Steeman, La notte dal 12 al 13, Milano, Rizzoli, 1932
- Ferenc Herczeg, Il miracolo, Milano, L'eroica, 1933 (con Ignazio Balla)
- Alexandre Dumas figlio, La signora delle camelie, Milano, Corticelli, 1940
- Ferenc Herczeg, Sirius, Milano, Garzanti, 1943
- Sándor Török, Siamo tutti (un po') ladri, Milano, Dall'Oglio, 1949 (con Ignazio Balla)
- Théophile Gautier, Il Capitan Fracassa, Rizzoli, 1956[2]
- Honoré de Balzac, Il medico di campagna, Milano, Rizzoli, 1958
- Ferenc Herczeg, I pagani, Milano, Rizzoli, 1958 (con Ignazio Balla)
- Ferenc Molnár, I ragazzi della via Pál, Torino, UTET, 1958
- Philippe Erlanger, La strana morte di Edoardo IV, Milano, Rizzoli, 1958
- Émile Zola, Al paradiso delle signore, Milano, Rizzoli, 1959
- Mór Jókai, I due Trenk, Milano, Rizzoli, 1959 (con Ignazio Balla)
- Ferenc Molnár, Liliom, Milano, Rizzoli, 1959 (con Ignazio Balla)
- Kálmán Mikszáth, Il fantasma di Lublo, Milano, Rizzoli, 1960 (con Ignazio Balla)
- Kálmán Mikszáth, L'ombrello di San Pietro, Milano, Rizzoli, 1960 (con Ignazio Balla)
- Ferenc Herczeg, La porta della vita, Milano, Rizzoli, 1960 (con Ignazio Balla)
- Ferenc Herczeg, Luna calante, Milano, Rizzoli, 1961 (con Ignazio Balla)
- Kálmán Mikszáth, Il fabbro che non ci sente, Milano, Rizzoli, 1962 (con Ignazio Balla)
- Mór Jókai, Rosa gialla, Milano, Rizzoli, 1962 (con Ignazio Balla)